# 普選運動
普選運動（ふせんうんどう）、普通選挙運動（ふつうせんきょうんどう）とは、近代日本において普通選挙の実現を求めた運動である。その端緒は明治時代中期（19世紀末）の「普通選挙期成同盟会」の結成に求められ、その後大正デモクラシーのもとで最高潮に達し、1925年（大正14年）の普通選挙法制定により成功を収めたことから終焉した。

## 概要

### 前提
1868年 (慶応4年3月) の五箇条の誓文、1874年（明治7年）の民撰議院設立建白書、1875年（明治8年）の立憲政体の詔書、1881年（明治14年）の国会開設の詔、1889年（明治22年）に発布された大日本帝国憲法及び衆議院議員選挙法に基づき帝国議会が成立し、1890年（明治23年）7月の第1回衆議院議員総選挙以来、選挙人を満25歳以上の男子に限り、また直接国税納税額などにより選挙人の範囲を限るなどした上で衆議院議員を選出する制限選挙の下での立憲政治が始まった。一方、日清戦争・義和団の乱・日露戦争・第一次世界大戦と、国防の義務は、財産の多寡によらず、成人男子全体に課せられた。日露戦争以後の都市騒擾事件の頻発など、命を懸けた国家への貢献を求められた国民の範囲と、政治参加が認められた国民の範囲のずれが顕在化する。さらに、1917年（大正6年）のロシア革命と、大戦後の欧米各国における民主主義（デモクラシー）の高揚は、普通選挙の実現をより緊急の課題とした。

### 展開
1867年（慶応３年）、赤松小三郎によって、前福井藩主・松平春嶽に対して「御改正之一二端奉申上候口上書」を提出。島津久光と幕府にも、春嶽宛のものと同様の建白書を提出。日本初の普通選挙による議会制民主主義制度の提言である。
1897年（明治30年）、中村太八郎らと旧進歩党系と地主・自作層によって長野県松本市に普通選挙期成同盟会が設立された。1900年（明治33年）から社会主義者も運動に参加したが、日露戦争で離脱。1899年（明治32年）10月2日には東京にも中村太八郎らと旧自由民権運動系の自由主義者等により同名の普通選挙期成同盟会が設立された。1902年（明治35年）8月10日の衆院選で中村が落選し本部は東京が明確化した。1902年（中村弥六・花井卓蔵・河野広中ら、2月12日衆議院に提出、2月25日否決）、1903年（明治36年）、1908年（明治41年）、1909年（明治42年）、1910年（明治43年）、1911年（明治44年）（松本君平ら提出、3月11日衆議院可決、3月15日貴族院否決）と国会に普選法案を提出。
1916年（大正5年）1月に吉野作造が民本主義を広めた。1918年（大正7年）半ばの米騒動と11月11日第一次世界大戦休戦による世界的に民主主義の潮流に刺激され、1919年（大正8年）から1920年（大正9年）には学生、労働者、中間層（商工業者）、新中間層による普選デモ・集会が頻発した。1920年2月11日に、東京で111団体、数万人の普選大示威行進が行われた。1920年5月10日の第14回衆議院議員総選挙で普選に反対する党首原敬の立憲政友会の圧勝と1920年3月15日東京株式市場が暴落による戦後恐慌とアナルコサンディカリスムの浸透により労働者・学生の多くは普選運動を一時離脱した。
1920年7月12日、衆議院で憲政会・国民党各提出の普選法案を上程、否決した。1921年2月3日、衆議院で、憲政会・国民党よりそれぞれ提出の普通選挙法案を否決した。
1922年2月23日、衆議院で、憲政党・国民党・無所属団共同提出の統一普通選挙法案を上程する。討論中、傍聴席より生蛇が投入される。同夜、普選要求の群衆数万、警官と衝突した。2月27日同法案を否決した。1923年3月1日、衆議院は普通選挙法案を否決した。
しかし、その後毎年のようにデモが頻発し、また、多くの普選団体は憲政会の傘下に組み込まれた。第45議会下の1921年（大正10年）12月26日には野党憲政会と国民党が統一普選案を提出した。1923年（大正12年）9月2日発足の第2次山本権兵衛内閣は普選実施をほぼ決めていた。1924年（大正13年）1月7日発足した清浦奎吾内閣による超然主義内閣が最後の一押しとなり、1924年5月10日、第15回衆議院議員総選挙では与党政友本党に対し野党三派が勝利した。9月4日、政府と与党3派の普選連合協議会は、普選法案大綱を決定した。1925年（大正14年）2月13日、枢密院は普通選挙法案にかんし政府との妥協が成立。2月22日、普選および貴族院改革断行国民大会が国技館で開催。3月2日、衆議院で普通選挙法案（衆議院議員選挙法改正案）を修正可決。3月26日、貴族院で、修正可決。3月29日に両院協議会案が成立、改正衆議院選挙法（普通選挙法）が可決成立した。
1926年9月3日、浜松市会議員選挙が、日本最初の普通選挙により執行された。1928年2月20日、第16回総選挙、最初の普通選挙として執行された。

## 年譜

### 第一期
- 1889年（明治22年）2月11日　衆議院議員選挙法が公布。
- 1894年（明治27年）7月25日〜1895年（明治28年）4月17日　日清戦争
- 1897年（明治30年）4月3日　社会問題研究会（東京の普選同盟会の母体）発起人会。
- 1897年（明治30年）7月下旬　長野県松本に普通選挙期成同盟会が発足。中村太八郎らが設立。1896年（明治29年）設立の「平等会」が母体。
- 1897年（明治30年）8月10日　中村太八郎と木下尚江が恐喝取財容疑で逮捕、木下は二審で無罪確定。[4]
- 1899年（明治32年）10月2日　東京に普通選挙期成同盟会設立（メンバーは旧自由民権運動系の人々・弁護士・新聞記者ら）。
- 1900年（明治33年）1月15日と1月18日　第14議会で普選請願書（松本999名・東京100名）初提出。
- 1900年（明治33年）2月23日　治安警察法が制定され社会主義者が普選同盟会に大勢加入した。
- 1900年（明治33年）3月12日から　理髪組合で講演。
- 1900年（明治33年）3月頃か4月頃　学生（数十人）も普選運動に参加。
- 1900年（明治33年）6月　小野瀬不二人が新潟遊説。
- 1900年（明治33年）11月29日　政談演説会（神田青年会館[5]）。東京の一般市民へは初。
- 1901年（明治34年）4月3日　労働者大懇親会（秋山定輔らの二六新報社主催。事実上第1回メーデー。2万人参加）で工場法・普選を要求が大会決議。これを受け都下労働団体は次々と普選を決議。
- 1901年（明治34年）8月5日　同盟会演説会（神田青年会館）に600人。
- 1901年（明治34年）9月28日　同盟会横浜支部演説会（雲井座）に3000人。
- 1901年（明治34年）10月27日　松本同盟会第3回大会に午前6000人午後1000人夜3000人。
- 1901年（明治34年）12月14日　同盟会演説会（神田錦輝館）に1500人。
- 1902年（明治35年）2月15日　第16議会で普選法案初提出（→委員会4対4で否決）。請願書提出（人数不明）。
- 1902年（明治35年）8月10日　第7回衆議院議員総選挙で中村太八郎落選する。
- 1902年（明治35年）9月7日〜9月27日　中村太八郎は東北地方巡遊。12都市。26新聞社。
- 1902年（明治35年）9月〜1903年（明治36年）10月　東京を中心に普選演説会が活況。この頃他の民主運動も活況。
- 1903年（明治36年）5月31日　第18議会で法案提出（→委員会付託し一度も審議せず未決）。請願書提出（1500名以上）。
- 1903年（明治36年）中頃　普選同盟会内で自由主義者が主戦論に傾く。社会主義者は非戦論者で分裂状態。
- 1904年（明治37年）2月6日〜1905年（明治38年）9月5日　日露戦争
- 日露戦争戦争中は社会主義の社会主義協会・平民社による平民新聞上の普選請願呼びかけ等と自由主義の普選同盟会の二本立てで普選運動が行われた。
- 1904年（明治37年）11月3日　平民親睦会（神田青年会館）自由主義者と社会主義者の連携の兆し。
- 1904年（明治37年）12月17日　第21議会で請願書提出（平民新聞読者グループ2240名）。
- 1905年（明治38年）8月　普選同盟会メンバー国家社会党設立。
- 1905年（明治38年）12月6日　普選連合会が結成され再び社会主義者と自由主義者が連携を始めた。
- 1905年（明治38年）2月11日　普通選挙全国同士大会（両国伊勢平楼）300人参加。
- 1905年（明治38年）2月20日　請願書提出（日比谷公園→国会。初の普選デモ60人参加。2404名分）。
- 1907年（明治40年）2月17日　社会党第2回大会で幸徳秋水らの直接行動論が主流が明確化。
- 1907年（明治40年）8月31日　社会主義同志会結成（片山潜ら議会政策派社会主義者。『社会新聞』発行）
- 1908年（明治41年）　第24議会　悪税反対運動（非常特別税反対）が起きる。
- 1908年（明治41年）2月9日〜10日　在京の社会主義者ほとんどが検束
- 1908年（明治41年）2月11日　社会主義同志会は国民大会（日比谷公園）で悪税反対・普選を主張。数千名の民衆。
- 1908年（明治41年）2月16日　社会主義同志会は西川派と片山派に分裂。（以後の社会主義者の普選運動は片山派のみ）
- 1908年（明治41年）3月6日　第24議会で普選法案提出（→3月10日特別委員付託。7対3で可決→本会議討論経ず否決）
- 1908年（明治41年）3月7日　普選同盟会の全国同士大会（日比谷公園）。悪税反対運動（非常特別税反対）と日露戦後の民衆運動（日比谷焼打事件・東京市内電車値上げ反対運動など）を警戒し政府は大会禁止し民衆の参加は無かった。20名参加。
- 1909年（明治42年）3月9日　第25議会普選法案提出（→委員会で審議未了）
- 1910年（明治43年）2月3日　同盟会は普選法案を政友会代議士に法案提出させることを決める。
- 1910年（明治43年）2月28日　第26議会で普選法案提出（提出議員13名賛成議員82名→委員会通過→本会議採決で100名余賛成）
- 1910年（明治43年）3月6日　普通選挙大会（上野精養軒）300人参加。
- 1910年（明治43年）5月〜1911年（明治44年）5月まで　片山派社会主義者は東京中心に演説会開催。
- 1911年（明治44年）2月25日　第27議会で普選法案提出（提出議員22名賛成者77名→3月7日趣旨説明→3月9日委員会可決）
- 1911年（明治44年）3月11日　普選法案衆議院通過[6]。
- 1911年（明治44年）3月15日　普選法案を貴族院は本会議で満場一致で否決[7]。

この頃はジャーナリズムも普選に冷淡であった。
- 1916年（大正5年）1月　吉野作造が民本主義を広め普通選挙の反政府色がやわらぐ。

### 第二期
1918年（大正7年）の米騒動と第一次世界大戦休戦を機に1919年（大正8年）2月から普選運動が激化した。あらゆる団体・個人により普選運動が展開された。マスコミも。
- 1918年（大正7年）7月23日〜10月　米騒動
- 1918年（大正7年）11月11日　第一次世界大戦休戦を機に世界的に民主主義の機運の潮流。
- 1918年（大正7年）12月27日〜1919年（大正8年）3月26日　第41議会　（→普選案提出せず）
- 第41議会下　普選運動の特徴　（41議会以前→41議会下　一部都市→全国各地　請願運動→要求運動　啓蒙演説会→演説会で宣言決議）など中間層・無産階級が普選に目覚めた。
- 1919年（大正8年）1月18日　黎明会第1回講演会で今井嘉幸が普選主張。
- 1919年（大正8年）2月9日　納税資格撤廃同志大会（普選期成大会。東京海上ビル）。
- 1919年（大正8年）2月9日　普選期成市民大会（名古屋市）1万人。
- 1919年（大正8年）2月11日　都下学生2000人により普選実施要求示威大会（日比谷公園→国会）この年以降の普選デモ活況の口火を切る。
- 1919年（大正8年）2月11日　学生同盟会と普選同盟会の演説会（神田青年会館）
- 1919年（大正8年）3月1日　1万人デモ（日比谷→銀座）
- 1919年（大正8年）8月18日　改造同盟（革新的超党派政治グループ）設立
- 1919年（大正8年）12月27日〜1920年（大正9年）2月26日　第42議会（分裂して3つの選挙法改正案上程）
- 1920年（大正9年）2月1日　青年改造連盟主催（両国国技館）3万人提灯行列。
- 1920年（大正9年）12月24日　普通選挙期成関西労働連盟の第1回大会。普選要求労働者大会及演説会（大阪中央公会堂）。
- 1920年（大正9年）1月18日　普通選挙期成関西労働連盟が大阪で演説会と大デモ（中之島公園→市内→大阪中央公会堂）。
- 1920年（大正9年）2月11日 普選期成治警撤廃関東労働連盟主催大デモ（芝公園→国会→二重橋前）3万人参加。立憲労働党は参政権獲得民衆大会（上野公園両大師前）。普通選挙期成同盟会は普選促進大会（上野公園→日比谷公園）3万人。
- 1920年（大正9年）2月？日　全国普選連合会？
- 1920年（大正9年）2月22日　普選派代議士主催（芝公園）。
- 1920年（大正9年）2月26日　原敬が衆議院解散を断行。
- 1920年（大正9年）3月15日　東京株式市場暴落（戦後恐慌の始まり）。
- 1920年（大正9年）5月10日　第14回衆議院議員総選挙投票日。結果は政友会の圧勝[8]。以後戦後恐慌とアナルコサンディカリスムの浸透により普選運動が沈滞。以降先進的運動者は普選運動離脱。
- 1920年（大正9年）6月28日　憲政会落選議士26名が「独立ノ生計」条項削除を幹部に申し入れる。
- 1920年（大正9年）7月1日〜7月28日　第43特別議会　（憲政会と国民党が別に納税資格撤廃案提出。少なくとも東京では14回の大衆集会。）
- 1920年（大正9年）7月12日　衆議院本会議。憲政会国民党両案は一括審議。憲政会案（→賛成286反対155名）。国民党案（起立少数で否決）。
- 1920年（大正9年）11月4日　政界革新普選同盟会創立。「普選断行」「政党の改造」「民本主義を基調たる新文化の建設」が綱領。憲政会国民党等所属議員が発起人。正式連合ではなく非政友会合同の地ならし。
- 1920年（大正9年）12月21日
- 1920年（大正9年）12月27日〜1921年（大正10年）3月26日　第44議会。（市制町村制改正し公民権拡張（原の普選対策））
- 1921年（大正10年）2月3日　国民党の普選案（→賛成142反対258で否決）
- 1921年（大正10年）2月3日　憲政会議員総会は尾崎行雄と田川大吉郎を除名。
- 1921年（大正10年）3月15日　政友会広岡宇一郎が加藤高明の書簡公表（珍品五個事件）[9]。
- 1921年（大正10年）1月25日　総同盟　関西連盟から離脱。
- 1921年（大正10年）10月1日〜3日　総同盟10周年大会。
- 1921年（大正10年）11月4日　原敬暗殺。（山縣有朋は1922年2月1日死去）。
- 1921年（大正10年）11月　全国普選断行同盟結成。（院内外の普選論者）
- 1921年（大正10年）12月4日　憲政会幹部会「独立ノ生計者」条項削除決定。（1921年の補選選挙で憲政会が次々勝利が普選を望む青年らの力のため）。
- 1921年（大正10年）12月26日〜1922年（大正11年）3月25日　第45議会。
- 1921年（大正10年）12月26日　憲政会は「独立ノ生計者」条項を取下げ国民党と院内統一普選法案を提出。
- 1922年（大正11年）1月14日　大阪普選期成同盟会主催大会
- 1922年（大正11年）1月14日〜2月27日まで　全国各地で普選運動の演説会・デモ・その他。
- 1922年（大正11年）2月5日　普選デー。各地で集会。主要9紙の主筆が連盟で共同宣言。
- 1922年（大正11年）2月11日　普選デー。各地で集会。
- 1922年（大正11年）2月22日　地方上京者の宿所で一斉検束。
- 1922年（大正11年）2月23日　警視庁は23日の東京市内の屋外集会を禁止した。また警官隊600人憲兵300人消防手3000人を動員し国会から日比谷公園一帯に警戒線を張り普選デモを不可能にした。同日民衆数万人が普選請願交付。夕方から夜にかけ日比谷周辺各所で民衆と警官隊の衝突が起き162名検束した。
- 1922年（大正11年）2月23日〜27日　第45議会衆議院普選案討議（→27日否決。賛成147反対243欠席38名）
- 1922年（大正11年）6月12日　加藤友三郎内閣（前海相・貴族院議員）発足
- このころ内務省内の若手官僚と地方長官の一部に選挙権拡張の声高まる[10]。
- 1922年（大正11年）8月1日　山川均は「無産階級運動の方向転換」で政治闘争を呼びかけたがそこに普選運動は排除されていた。
- 1922年（大正11年）10月20日　閣議で衆議院議員選挙法調査会の設置を決定。
- 1922年（大正11年）12月27日〜1923年（大正12年）3月26日　第46議会
- 第46議会下　全国主要都市で集会デモが行われたが労働運動の主流は背を向けた。しかし普選運動が都市から農村へ浸透。無産階級が三悪法反対運動を行ったが共産主義の見地より普選運動には全く関係しなかった（名古屋・長野は除く）
- 政友会が地租委譲（有権者が減るので選挙権拡張が不可避）を党議（→これにより普選近しとの期待感で議会下普選運動が低調）。
- 1923年（大正12年）2月6日以来　政友会の普選派会合。
- 1923年（大正12年）2月23日　東京で参加者10万人大デモ。数千の地方普選代表者も参加。
- 1923年（大正12年）2月24日　国民大会（芝公園）雪の中15000人参加。
- 1923年（大正12年）2月25日　憲政会は院外の民衆運動打切る。（政権交代が近いので。秋から憲政会は各地の地方政社を傘下に組み込む）。
- 1923年（大正12年）2月24日〜27日　野党統一普選案に対し討議。（→記名投票に至らず否決）
- 1923年（大正12年）4月7日　衆議院議員選挙法調査会再開。
- 1923年（大正12年）6月23日　閣議は選挙法改正を臨時法制審議会に諮問を決定。
- 1923年（大正12年）5月25日　現状打破同盟発起人会。憲政会・革新倶楽部・記者有志。6月から7月都内各所で演説会→この運動は時期山本内閣の新党結成運動に接続。
- 1923年（大正12年）8月24日　加藤友三郎急逝。
- 1923年（大正12年）9月1日　関東大震災
- 1923年（大正12年）9月2日　第2次山本権兵衛内閣成立。（薩派官僚中心内閣。後藤新平内相と犬養毅逓相[11]が普選に熱心だった。しかし薩派は普選即行反対）。
- 1923年（大正12年）10月15日　閣議。普選に対し概ね賛成。16日五大臣会議で納税資格全廃を決定　11月12日に首相は選挙法の納税資格全廃を明言。
- 1923年（大正12年）10月18日〜12月5日　法制審議会で普選審議。11月12日納税要件削除を政府に答申。12月5日最終答申書を提出。
- 新党問題　犬養毅・後藤新平は議会解散して多数党の政友会を降ろし普選実現へと考えていた。→大石正巳に新党工作準備させた。→1923年10月中旬から新党問題表面化（非政友合同論[12]）。→新党運営は若手の合議制で加藤高明は反対。→12月4日憲政会幹部会→失敗。
- 1923年（大正12年）12月10日〜12月23日　第47回臨時議会　（政友会は後藤内相を攻撃）。
- 1923年（大正12年）12月18日　憲政・革新・庚申三派協議会　通常議会劈頭統一普選案提出決める。　12月20日三派実行委員会。　12月25日普選各派連合懇親会。　同日15新聞社共同宣言。納税資格無条件撤廃要望。
- 1923年（大正12年）12月25日〜1924年（大正13年）1月31日　第48回議会
- 1923年（大正12年）12月27日　虎の門事件発生。
- 1924年（大正13年）1月7日　清浦奎吾内閣発足（貴族院の研究会が組織）
- 1924年（大正13年）1月11日　清浦は普選案提出言明。
- 憲政会・革新倶楽部は内閣反対を主張し政友会総裁派も同調→政友会分裂　1月18日3党首は政党内閣制の確立を期す申合せ。
- 1924年（大正13年）1月31日　清浦は議会解散。
- 1924年（大正13年）5月10日　第15回衆議院議員総選挙（三派が圧勝。憲政会・革新倶楽部は普選を公約したが政友会はあいまい[13]。第二次憲政擁護運動）
- 1924年（大正13年）6月11日　加藤高明内閣成立。
- 1924年（大正13年）6月23日　ようやく政友会が納税資格撤廃を党議とした。
- 1924年（大正13年）6月28日〜1924年（大正13年）7月18日　第49回特別議会
- 1924年（大正13年）7月10日〜10月29日　三派普選委員会。→11月枢密院。→12月12日閣議決定。→12月16日〜2月16日枢密院で諮詢。
- 1924年（大正13年）12月26日〜1925年3月30日　第50回議会
- 1925年（大正14年）2月21日　衆議院本会議上程　→3月2日可決。
- 1925年（大正14年）3月4日　貴族院本会議上程　→3月26日賛成221反対23名で可決→3月28日両院協議会満場一致で可決。
- 1925年（大正14年）3月29日　衆議院・貴族院本会議で両院協議会案可決し普通選挙法（改正衆議院議員選挙法）が成立した。
- 1925年（大正14年）5月5日　普通選挙法（改正衆議院議員選挙法）が公布された。
- 1928年（昭和3年）1月21日　普通選挙法公布後、初の衆議院解散。
- 1928年（昭和3年）2月20日　第一回普通選挙投票日。

## 普選運動における主要団体の変遷

### 1892年（明治25年）から1918年（大正7年）まで
- 普通選挙期成同盟会 (東洋自由党) - 1892年（明治25年）11月7日発起人会。

- 普通選挙期成同盟会 (東京) - 1899年（明治32年）10月2日結成される。事務所は開花亭。中村太八郎らが設立。メンバーは旧自由民権運動系の人々（憲政党の樽井藤吉・渡部小太郎・土居光華・稲垣示・憲政本党の河野広中・鈴木重遠ら）・弁護士（松本正寛ら）・新聞記者（幸徳秋水・円城寺天山・木下尚江・石川安次郎ら）その他（国権論者の前田下学・華族の烏丸光亨・大炊御門幾麿など）。1900年（明治33年）1月から社会主義者が多く加入（治安警察法成立で普選に関心）。片山潜らと社会主義研究会メンバー（村井知至・安部磯雄・豊崎善之助・杉村広太郎・河上清・平井金三・佐治実然ら）・労働組合期成会のメンバー。（社会主義者は1903年（明治36年）中頃にいなくなる）。1900年（明治33年）3月10日加盟者（堀家虎造・上條謹一郎・奥野市次郎・上埜安太郎・鈴木省吾・松居松葉・松村介石）。1900年（明治33年）4月10日支部準則を定める。1900年（明治33年）11月に普通選挙同盟会に改称する。1901年（明治34年）には政治家（大井憲太郎・中江兆民・田中正造・小山久之助・森隆介・江間俊一・松本君平）・弁護士（卜部喜太郎・今村力三郎・石山弥平・新井要太郎）・万朝報首脳（黒岩涙香・斯波貞吉・久津見蕨村）・二六新報首脳（福田和五郎）・報知新聞（矢野政二）らが加入。1902年（明治35年）11月1日規約改正本部を東京におくことを明確化。1903年5月17日全国同士大会（錦輝館）。1903年（明治36年）中頃に日露戦争を前に同盟会主流の自由主義者は主戦論に与し社会主義者はいなくなり11月1日平民社を設立。政府は悪税反対運動（非常特別税反対）と日露戦後の民衆運動を警戒し1908年（明治41年）3月7日の普選同盟会の全国同士大会（日比谷公園）を大会禁止し民衆の参加は無かった。1910年（明治43年）2月3日普選法案を政友会代議士に提出させることを決める。1910年（明治43年）3月6日普選大会（上野精養軒庭園）。1911年（明治44年）3月11日普選法案衆議院通過。3月15日貴族院は満場一致で否決。5月29日解散。1914年（大正3年）普選同盟会再組織に関する協議会（事務所を森田義郎邸）。3月16日政談演説会中止。1917年（大正6年）12月6日普選同盟会再建（事務所を加藤邸）。加藤時次郎が中心。1918年（大正7年）2月14日看板を下ろし以後同盟会は名目だけの看板を掲げる。

- 普通選挙連合会 - 1905年（明治38年）12月6日八団体（理想団・直行団・新紀元社・国家社会党・普選同盟会・誠友会・青年同志会・光社）が組織。後に1906年（明治39年）1月14日結成の「日本平民党」・1906年（明治39年）1月28日結成の「日本社会党」が加わる。1906年（明治39年）2月11日、普通選挙全国同士大会（両国伊勢平楼）。2月20日初の普選デモ（日比谷公園から国会）を行う。請願書の護衛。

### 社会主義団体
1900年（明治33年）から社会主義者による普選運動が行われた。普選運動は1907年（明治40年）2月からは議会政策派のみ。1908年（明治41年）2月からは片山潜派のみ。1914年（大正3年）の片山渡米後は堺利彦が中心。
- 1898年（明治31年）10月社会主義研究会発足（村井知至・安部磯雄・片山潜・幸徳秋水ら）→1900年（明治33年）1月28日社会主義協会に改称（本部片山潜邸→1904年（明治37年）1月平民社内）→1904年（明治37年）11月16日結社禁止
- 万朝報非戦派（幸徳秋水・堺利彦ら）→1903年（明治36年）10月27日平民社設立（『平民新聞』発行）→1905年（明治38年）10月29日平民社解散
- 1906年（明治39年）1月28日日本社会党結成（片山潜（2月24日から）・堺利彦）→1907年（明治40年）2月17日第2回大会で党則を「社会主義を実行を目的とす」に変更→2月22日結社禁止　（議会政策派）→1907年（明治40年）8月31日社会主義同志会結成（『社会新聞』発行）→1908年（明治41年）2月16日分裂　西川光二郎派（『東京社会新聞』発行）　片山潜派（『社会新聞』発行）

その他
- 北総平民倶楽部 - 1905年（明治38年）11月衆院補欠選に立候補者を出す。
- 夕張社会主義研究会- 夕張炭鉱

### 1912年（明治45年・大正元年）から1920年（大正9年）頃まで
大正政変以降、地方に市民政社（松尾尊兊の言葉。自由主義的青年層の自主的政治組織で主に商工業者が中核）が続々誕生。1918年（大正7年）に起きた米騒動と第一次世界大戦後に更に増加。〇〇普選期成同盟会　〇〇青年党と称した。だが次第に市民政社は憲政会の傘下に組み込まれていった。1919年（大正8年）1月に普選同盟会 (東京)が再興する。
- 滑川普通選挙期成同盟会 - 1918年（大正7年）10月6日滑川で結成[14]。これがきっかけとなり全国に同盟会ができ普通選挙期成同盟会再興に影響。1914年（大正3年）結成の滑川立憲青年会が母体。

- 普通選挙期成同盟会 (東京) - 1919年（大正8年）1月21日再興。事務所は弁護士牧野光安方。2月9日同志大会・大演説会（神田青年会館。現住友不動産神田ビル）。3月1日1万人大デモを行う。12月12日全国同志大会（神田青年会館）。1920年（大正9年）2月11日普選促進大会（上野公園）三万人参加。しかしこの頃労働組合と憲政会が普選運動の指導の中心となり求心力を低下し1920年（大正9年）6月27日の協議会以降の活動を確認できず。

### 1920年（大正9年）頃
1920年（大正9年）から憲政会色が強い全国普選連合会と労働組合団体とが普選運動の中心になる（勿論それ以外の多数の団体・個人も普選運動に参加）。そのため普通選挙期成同盟会 (東京)は求心力を低下させる。
- 普通選挙期成関西労働連盟（関西連盟） - 1919年（大正8年）12月15日結成。友愛会の賀川豊彦らが呼びかけ14の労働団体が加盟。12月24日第1回大会。普選要求労働者大会及演説会（大阪中央公会堂）。1920年（大正9年）1月18日大阪で演説会と大デモ（中之島公園→市内→大阪中央公会堂）。1月18日神戸でデモ5000人。2月1日集会。7月7日大会を最後に友愛会が離脱

- 普選期成治警撤廃関東労働連盟（関東連盟） - 1920年（大正9年）2月5日結成。友愛会が指導。労働争議の頻発と既にアナルコサンディカリスムによる普選否定論浸透のため結成が遅れた。2月11日大デモ（芝公園→国会→二重橋前）。争議（八幡製鉄・東京市電・芝浦製作・共立電気など）のため選挙戦に参加せず。

- 全国普選連合会 - 1920年（大正9年）1月31日結成。40以上の団体特に都市中間層と憲政会急進派が。普選促進記者連合会も参加。1920年（大正9年）2月10日？。2月14日？（日比谷公園）。2月20日全国普選促進大懇親会（芝公園）。2月22日全国普選派大懇親会（芝公園）。6月20日？。

### 1921年（大正10年）から1925年（大正14年）まで
- 全国普選断行同盟 - 1921年（大正10年）10月12日設立。本部事務所は新橋博品館ビル。院内外の普選論者。参加団体80。運営は実行委員50人が建前だったが事実上の指導権は院内各派連絡委員会。

- 西日本普選大連合 - 1922年（大正11年）2月11日結成。51団体。日農6労働団体10市民政社35。大阪普選期成同盟会と普選期成関西労働連盟（向上会中心）が合併し1922年（大正11年）1月に西日本普選大連合が組織されそれが参加。

- 全国普選連合会 - 1922年（大正11年）2月25日発会式が中止。以後不明。

- 現状打破同盟 - 1923年（大正11年）5月25日発起人会。憲政会・革新倶楽部・記者有志。6月10日大会1000人余。6月?7月演説会。

### 学生団体
1900年（明治33年）には学生が普選運動に参加していた（専修学校・東京法学院・明治法律学校の学生）。
- 新人会 - 1918年（大正7年）12月設立。1919年（大正8年）2月11日のデモを以って普選運動から手を引く。それまでは中心的存在。

- 普通選挙促進同盟会 - 1919年（大正8年）早稲田大学と東京帝国大学（現在の東京大学）の学生が核。

- 学生同盟会 - 都下の私大雄弁会を糾合。1919年（大正8年）2月11日普選実施要求示威大会（日比谷公園）。

- 青年改造連盟 - 1919年（大正8年）10月31日結成。立憲青年党（憲政会系青年組織）が中心に71団体加盟。普通選挙促進同盟会と学生同盟会が加盟。1920年（大正9年）2月1日青年大会（両国国技館）3万人提灯行列（→二重橋）。

### 婦人団体
- 新婦人協会 - 1919年（大正8年）11月24日活動開始。

- 婦人参政権獲得期成同盟会 - 1924年（大正13年）12月13日結成。1925年（大正14年）に婦選獲得同盟に改称。

### 労働団体・農民団体・その他（上記以外）
- 友愛会・総同盟- 1912年（大正元年）8月1日設立。1915年（大正4年）鈴木文治が『労働及産業』で普選要求。1917年（大正6年）4月5周年大会で普通選挙請願運動の件が党議。1919年（大正8年）3月10日臨時総集会で普選も含む4大権の宣言と治警法17条撤廃を要求。関西は普選獲得優先。しかし関東は普選運動関与せず17条撤廃優先。1919年（大正8年）の普選運動隆盛を契機に友愛会の組織が飛躍。1919年（大正8年）12月15日普選期成関西労働連盟結成され友愛会系労組は普選連合会から離脱し加盟。1920年（大正9年）2月5日友愛会は普選期成関東労働連盟を設立呼びかけ。1920年（大正9年）6月25日理事会。1921年（大正10年）10月1日?3日10（9？）周年大会で主張から普通選挙削除の件否決。アナサンと関西の現実主義者（大阪連合会・神戸連合会）が論戦。1922年（大正11年）2月11日緊急理事会（一般人はいいが労働団体の普選運動反対）。1922年10月総同盟10（11？）周年大会（普通選挙項目削除）。1923年（大正12年）11月12日普選実現の暁には選挙権行使に一決。13周年大会選挙問題にせず。
- 総同盟関西労働同盟会-1919年（大正8年）4月13日設立。友愛会の大阪連合会・京都連合会・神戸連合会の同盟体。賀川豊彦・久留弘三が指導。1919年（大正8年）12月15日に普選期成関西連盟に参加した。1921年（大正10年）1月8日普選運動は政治家抜きで行う決議。1月16日関西連盟デモ3000人中友愛会会員は100名以下残りは向上会。1月25日普選期成関西連盟から脱退。3月27日定期大会で普選運動中止を決定（京都連合会提案）。4月3日大会で普選運動放棄決定。
- 友愛会横浜連合会 - 1916年（大正5年）11月1日設立
- 友愛会東京連合会 - 1917年（大正6年）1月設立。
- 友愛会神戸連合会 - 1917年（大正6年）5月6日成立記念大講演会。川崎造船所・三菱造船所が。1919年（大正8年）4月に関西労働同盟会を設立。
- 友愛会大阪連合会 - 1917年（大正6年）5月19日創立委員会。1919年4月に関西労働同盟会を設立
- 友愛会京都連合会 - 1919年（大正8年）4月に関西労働同盟会を設立

- 日本農民組合 - 1922年（大正11年）3月創立。21の主張の内8番目に普選を主張。日農関東同盟は普選運動否認で関西連盟は容認だった。1923年（大正12年）4月20日の第2回全国大会（地方自治体は徹底的に普選を期し国会は各支部の任意に任せる決定。）11月23日関西同盟会幹部委員会で投票権行使を決定。30日関東同盟会も決定。1924年（大正13年）2月29日第3回全国大会（会員の3割前後の有権者が選挙で棄権させるか紛糾）

1911年（明治44年）以前から普選運動に参加
- 東京理髪業組合 - 1900年（明治33年）に普選運動に共鳴。
- 日本鉄道矯正会 - 1898年（明治31年）4月5日結成。
- 活版工組合誠友会 - 1905年（明治38年）設立の普通選挙連合会に加盟した。
- 新橋停車場車夫団体 -
- 軍艦（不明）の水夫 - 1904年（明治37年）の平民新聞の請願に参加。
- 大日本労働団体本部 -
- 鉄工組合-
- 東京実業連合会 - 1908年（明治41年）5月第10回衆議院議員総選挙に普選論者を2人（高木益太郎・蔵原惟郭）当選させる。

1912年から普選運動に参加
- 欧文活版工組合 - 第三帝国の普選請願に参加

普通選挙期成関西労働連盟（関西連盟）に参加
- 総同盟関西労働同盟会・友愛会刷子工組合（大阪）・大阪鉄工組合・日本労働組合関西本部・日本労働協会・大阪府煉瓦工組合・向上会・帝国労働組合（大阪鉄工所桜島工場）・関西電鉄従業員組合同盟会（大阪市電私鉄）・誠友会（屋外労働者）・鉄心会（安治川鉄工所）・新進会（住友伸銅所）・朝日橋人夫労働組合・暁明会が当初加盟団体。
- 友愛会海員部（神戸）・西陣織友会・印友会（京都）・友禅工組合・和歌山労働共益会・大阪ショフワー交友会（自動車乗務員） 発足後に加盟。
- 暁明会 - 1919年（大正8年）10月25日創立。神戸のサラリーマン団体である。関西労連に加盟。1928年（昭和3年）会員を当選させる。

普選期成治警撤廃関東労働連盟結成（関東連盟）に参加
- 友愛会・信友会・小石川労働会・工人会・サラリーマン組合（俸給生活者組合）・自由労働者組合・交通労働組合・SMU・大日本鉱山労働同盟会・などが創立時から参加。他に関西労働連盟代表の坂本孝三郎ら。
- 日本労働組合・新人セルロイド工組合・日本機械技工組合・芝浦技友会・汎労会・石工覚醒会が2月11日演説会に参加。
- 小石川労働会-。東京砲兵工廠従業員組合。1919年（大正8年）8月3日設立。普選連合会と友愛会の両方に属した

全国普選連合会に参加した団体（労働団体以外も含む。有志のみも含む）
- 小石川労働会・日本共働会・工人会・友愛会・純労会・信友会・新聞労働団・日本交通労働組合・SMU・屋外労働者同盟・生活問題研究会・普選期成関西労働連盟・汎労会・自由労働組合・日本労働党・大日本車夫総同盟・立憲労働党日本労働同盟会・正進会-当初加盟労働団体。
- 大正維新団・国民議会・八郡倶楽部・大正義憤団・日東国士会・立憲労農党・対外同志会・改造同盟・国民党院外団・普選期成同盟会・普選同志会・立憲同憂会・九州普選同盟会・三多摩普選同盟会・普選促進天草民声会 - 当初加盟政治団体
- 青年改造連盟・純正青年改造連盟・自由協会・大日本興国青年会・学生連盟・普選促進学生団 - 当初加盟青年・学生団体
- 弁護士記者同盟会・記者同盟会・普選促進記者連合-新聞記者・弁護士団体
- 小石川労働会 - 東京砲兵工廠従業員組合。1919年（大正8年）8月3日設立。普選連合会と友愛会の両方に属した
- 普選促進記者連合 - 主要15紙記者のグループ。1920年（大正9年）2月以前設立。

青年改造連盟に参加（労働団体以外も含む）
- 立憲青年党・労働世界社・大正維新団・青年雄弁社・改造同盟会・青年急進会・丁未倶楽部有志・革新運動社・普通選挙期成同盟会有志・普通選挙促進同盟会・大日本政治研究会・法政大学社会政策学会・思潮問題研究会・求真会有志・社会問題研究会・普通選挙同盟全国学生同盟会・品川立憲青年党・新生倶楽部・日本社・帝国連合青年会・興国同志会・議会革新団・天下会・十一日会有志・財団法人青年教団・春秋倶楽部 - 都下政治・思想団体
- 九州青年党・静岡普選期成同盟会・佐世保立憲青年党・長崎有終倶楽部・岡山立憲青年党・石川県立憲青年党・宮城県若柳立憲青年党 - 地方政社
- 自由労働者組合・信友会・鉄工組合・交通労働者組合・セルロイド職工・新聞従業員 - 労働団体有志
- 東京帝大・東京外語・東京農大・慶應大・日大・法政大・早稲田大・専修大・中央大・國學院大・東京高商・明大・水産講習所・拓殖大・一高・二高・第三高等学校・四高・五高・六高・七高・八高・日本歯科医専・長崎高商・長崎医専・神戸高商・同志社大・京都帝大 - 学生有志

全国労働団体連盟に加盟（青年改造連盟に関係）
- 純労会・小石川労働会・自由労働者組合の有志が1920年（大正9年）2月5日に結成。2月10日に2000人デモ。政党系で危機を感じた労組系の関東労働連盟結成に影響与えた。

上記以外で1920年（大正9年）の総選挙で協力した労働団体
- 浅野工友会 - 浅野造船所従業員。1920年（大正9年）に憲政会を応援し当選。
- 工友会 - 横須賀海軍工廠従業員。1920年（大正9年）に憲政会を応援し当選。
- 京都普選期成労働同盟普選候補支援のため結成。（京都連合会・印友会・織友会）。

1920年総選挙以降に普選運動に参加。（官業系・労使協調主義組合は除き主流の労働組合は普選運動離脱した。）
- 小石川労働会 - 東京砲兵工廠従業員組合。1919年（大正8年）8月3日設立。普選連合会と友愛会の両方に属した。
- 向上会 - 大阪砲兵工廠従業員組合。1919年（大正8年）11月9日発会式。友愛会・総同盟に参加よって総同盟関西労働同盟会に参加。1921年（大正10年）11月13日創立3周年大会普選決議。1922年（大正11年）8月6日4周年大会を機に名古屋向上会・純向上会・向上会に分裂。11月23日向上会は運動は政治家と手結ばず決定。
- 純向上会 - 上記。1922年（大正11年）11月26日発会式（これまで同様普選運動を確認）。1923年（大正12年）2月10日デモ。11月11日一周年大会。日本労働組合連合会を結成。
- 大阪鉄工組合 - 1919年（大正8年）5月18日発会式。大阪の汽車製造会社の従業員ら。
- 芝浦技友会 - 1919年（大正8年）設立。
- 官公業労働総同盟 - 1921年（大正10年）3月組織。小石川労働会ほか3団体。普選の実行を決議の一項。
- 日本海員組合 - 1921年（大正10年）5月7日発足。日本海員同盟友愛会を中心に23団体が合同の海員産業別組織。1922年（大正11年）請願書提出。
- 神戸普選連盟 - 日本海員組合・商船同志会・神戸暁明会が設立し神戸の普選運動の中心。
- 関西労働組合連合会 - 1921年（大正10年）1月20日結成。向上会中心。1920年（大正9年）2月17日設立の関西労働団体懇談会が前身。設立宣言要旨は「普通選挙即時断行」。1922年（大正11年）1月9日に1月22日に連合会主催主催のデモ演説会開催提案が前年の総同盟関西労働同盟会の決定に従い反対され向上会は普選期成関西労働連盟を再興する。
- 普選期成関西労働連盟（再興） - 1922年（大正11年）1月向上会が再興。向上会・純洋服職工組合・商業使用人組合新生会・大阪鉄工組合が参加。1月22日に1万人大デモと演説会。
- 大阪普選期成同盟会 - 弁護士有志が設立。
- 大阪普選連合会 - 1922年（大正11年）2月11日結成大会。普選期成関西労働連盟（再興）と大阪普選期成同盟会がつくった。

関西労働組合連合会に参加
- 向上会・印刷工革新同盟会・仲仕人夫労働組合・洋服裁縫組合同志会・俥夫連盟会・電業員組合・関西鉄工組合・商工青年団・刷子工組合・伸銅工組合新進会・関西屋外労働誠友会・純洋服職工組合・総同盟関西労働同盟会 - 1921年（大正10年）1月20日発会式。向上会中心。

全国普選断行同盟に参加
- -80団体。労働団体以外も含む

東海普選連盟
- 東海普選記者団・名古屋労働者協会・友愛会金城支部・改進倶楽部・東濃普選促進団・豊橋普選青年団・名古屋政治研究同志会・犬山普選青年会-1920年（大正9年）6月19日結成大会

神戸普選連盟
- -大阪神戸の新聞記者と労働者

西日本普選大連合に参加
- 大阪普通選挙期成同盟会・向上会・純向上会・大阪鉄工組合・大阪空堀共立会・大阪普選連合会・神戸暁民会・暁民会京都支部・商船同志会・日本海員組合・神戸普選連盟・尼崎普選促進同盟会・西宮普選即行会・作東立憲青年党・岡山労働組合・岡山思想問題研究会・岡山普選同盟会・広島立憲青年会・下関至誠会・福岡普選同盟会・呉普選期成同盟会・八幡同志会・同志会戸畑支部・松山普選同盟会・高松雄弁会・香川県普選期成同盟会・南海草普選同盟会・鳥取立憲青年党・鳥取建具工組合・城南普選同盟会・青年向上会・宇和島普選期成同盟会・西神戸普選同志会・琴平普選期成同盟会・岸和田民声会・泉北会・奈良友情会・京都普選同志会・労働青年同友会・大津普選即行会・長浜共鳴倶楽部・公正会民声会・笹山立憲政治党・福山革成会・日農邑久上道地域連合会・日農児島連合会・日農北河内連合会・日農一志郡連合会・日農三重連合会・日農綴喜連合会-1922年（大正11年）2月1日発足。労働団体以外も含む。

1923年（大正12年）
- 日本労働組合連合 - 1923年（大正12年）12月25日結成。純向上会が中心。純向上会・大阪鉄工組合・大日本美術友禅工組合・立憲労働党・日本土工組合が参加。

1924年（大正13年）
- 生活改善同盟会 - 日本製鋼所室蘭工場職工。政友本党を支持する商人に対し不買運動で打撃を与え憲政候補を応援した。

教員団体
僧侶団体
記者団体
- 青森記者倶楽部 - 普選大会を開催
- 横浜普選記者連盟 -
- 東海普選同志記者団 -

### 市民政社・市民政社に近い団体
- 北海道・東北地方
  - 青森市普通選挙同盟 - 1920年（大正9年）7月16日発足。政党政派には無関係。
  - 宮城県若柳立憲青年党 -
  - 米沢普選促進会 - 米沢の政界関係者3人と市民。
  - 普通選挙期成同盟会 (福島県) -
  - 県青年普選連盟 - 県普選大会を主催。
- 関東地方
  - 足利郡普選期成同盟会 - 1920年（大正9年）6月14日発会式。
  - 足利実業交友会 -
  - 両毛普選期成同盟会 - 佐野
  - 群馬県普通選挙期成同盟 - 1919年（大正8年）3月6日発会式。
  - 上毛正義会 - 伊勢崎の普選団体
  - 東毛立憲同志会 - 1922年（大正11年）4月2日結成。当初より憲政会系政治団体。桐生が本部、各地に支部。飯塚を支持する青年有志が結成。
  - 普選連盟吾妻支部 -
  - 高崎憲政倶楽部 -
  - 群馬北部同志会 -
  - 勢多立憲同志会 - 憲政会系か
  - 北甘楽普選促進会 -
  - 埼玉普選聯盟同志会 - 1920年（大正9年）2月発足
  - 社会改造普通選挙同盟会 - 1919年（大正8年）11月結成、埼玉県比企郡
  - 普通選挙期成入間同盟会 - 1920年（大正9年）3月結成、川越
  - 中正倶楽部 - 1919年（大正8年）11月結成、大宮、非政友中立政派
  - 足立同志会 - 埼玉
  - 秩父同志会 -
  - 皇国青年同志会 -
  - 青年連盟改造会 -
  - 大里郡西武同交会 - 埼玉
  - 三多摩普選同盟会 -
  - 神奈川立憲青年党 -
  - 横浜青年普選聯盟 - 横浜市
  - 横須賀立憲青年党 - 憲政会と連携か
- 中部地方
  - 普通選挙期成同盟会 (新潟市) - 1919年（大正8年）2月結成。弁護士・実業家・市会議員・新聞雑誌記者など。
  - 新潟県立憲青年会連盟 - 一切の政治団体から独立を決議したが次第に憲政会系へ。
  - 新潟市立憲青年会 - 一切の政治団体から独立を決議したが次第に憲政会系へ。
  - 立憲青年会 (滑川) - 大正事変時設立。メンバーは機織・売薬の商家と社会主義者。1914年（大正3年）10月富山立憲青年会設立、翌1915年（大正4年）消滅）。1918年（大正7年）10月6日滑川普選期成同盟会設立。
  - 滑川普通選挙期成同盟会
  - 石川県立憲青年会 - 1919年（大正8年）7月設立。
  - 金沢立憲青年会 - 1917年（大正6年）8月結成。
  - 福井立憲青年党 - 1920年（大正9年）9月9日結党。市議選で大勝利。
  - 森田立憲青年党 - 1920年（大正9年）6月15日結党。森田 (福井市)
  - 敦賀立憲青年党 -
  - 峡北立憲青年党 - 1920年（大正9年）3月。北巨摩郡。いずれの政党にも属せず。1923年（大正12年）の県議選では独自候補が政友会を破り当選。
  - 峡東立憲青年党 -
  - 甲府革新党 - 1924年（大正13年）2月11日立党式。幹部は甲府市の中堅商工業者・医師・弁護士など。いずれの政党に属せず。普選賛成者を総選挙で擁立するが後に撤回。その後は市政の都市問題に対応し1926年（大正15年・昭和元年）の市議選で15名候補を全員当選。
  - 普通選挙期成同盟会 (松本) - 1897年（明治30年）7月下旬、長野県・松本で結成される。中村太八郎らが設立。メンバーは旧進歩党系と地主・自作層。1897年（明治30年）8月3日普通選挙に関する政談演説会（開明座）開催。1898年（明治31年）普通選挙同盟会に改称する。1899年（明治32年）12月6日第1回大会（神道公会所）。1900年（明治33年）1月22日第2回大会（神道公会所）。1901年（明治34年）10月27日第三回大会（午前：労働者大懇親会（城山公園）6000人以上。午後：大会1000人（松本神道公会所）。夜：政談演説会3000人（同））。1902年（明治35年）8月10日の第7回衆議院議員総選挙を機に名望家が脱退し松本の普選運動は衰退する。それまでは普選運動の中心的存在で東京の同盟会へ多額の資金援助をしていた。
  - 諏訪普通選挙期成同盟会 - 上伊那郡連合青年会・諏訪記者倶楽部が中核。
  - 信濃黎明会 - 1920年（大正9年）2月結成。小県郡の青年たち。
  - 自由青年連盟 - 1923年（大正12年）9月24日結成。下伊那郡。
  - 東濃普選促進団 -
  - 普通選挙期成同盟会 (静岡) - 1918年（大正7年）5月1日発会式。静岡下水改良青年同盟会のメンバーらが設立。社会主義者を含む。
  - 普通選挙期成同盟会 (名古屋) - 1920年（大正9年）2月22日国技館（名古屋）で発会式。1919年（大正8年）に普選市民大会を推進したメンバーが協議。普選市民大会は中京記者協会・名古屋同志会・清和会・大正義会名古屋弁護士会有志などが主催し1万人集めた。
  - 普通選挙期成同盟会 (愛知) - 1917年（大正6年）6月10日結成（社会主義系）。
  - 豊橋普選青年団 -
  - 名古屋政治研究同志会 -
  - 犬山普選青年会 -
- 近畿地方
  - 共鳴倶楽部 - 1919年（大正8年）設立。滋賀県湖北長浜町。
  - 大津普選即行会 -
  - 長浜共鳴倶楽部 -
  - 京都普選同志会 -
  - 大阪普選期成同盟会 -
  - 独立青年党 - 1915年（大正4年）1月設立。大阪府中津町。普選を綱領の一つ。実態不明。
  - 岸和田民声会 -
  - 泉北会 -
  - 兵庫県立憲青年会 - 1923年（大正12年）2月17日発会式。
  - 普選神戸同志会 -
  - 東神戸普選同志会 - 1923年（大正12年）2月誕生。
  - 西神戸普選同志会 - 1923年（大正12年）2月誕生。
  - 普通選挙期成同盟会 (浜坂町) - 1920年（大正9年）設立。青年団有志。
  - 尼崎普選促進同盟会 -
  - 西宮普選即行会 -
  - 奈良友情会 -
  - 和歌山普選期成同盟会 - 1920年（大正9年）6月21日結成。発起人は市内の諸新聞の記者
- 中国地方
  - 鳥取立憲青年会-
  - 鳥取立憲青年党 -
  - 鳥取市連合青年会 - 1913年（大正2年）3月設立。1917年4月会長が普選公約に立候補。
  - 岡山普通選挙期成同盟会 - 1918年（大正7年）11月結成。演説会・デモ。1919年（大正8年）3月普通選挙同盟会に改称。
  - 岡山県立憲青年党 -
  - 岡山思想問題研究会 -
  - 美作立憲青年党 -
  - 作東立憲青年党 -
  - 広島立憲青年会 -
  - 呉普選期成同盟会 -
  - 下関至誠会 -
- 四国地方
  - 香川県普選期成同盟会 - 数多くの演説会開催。
  - 高松雄弁会 - 1914年（大正3年）に中学生が設立。
  - 琴平普選期成同盟会 -
  - 愛媛県普通選挙期成同盟会 - 1919年（大正8年）秋結成、1920年（大正9年）1月11日発会式。政党とは距離があった。1920年（大正9年）の総選挙では普選理解者の押川方義を当選させた。
  - 愛媛青年党- 1922年（大正11年）結成。
  - 松山普選期成同盟会-
  - 宇和島普選期成同盟会 -
- 九州・沖縄地方
  - 福岡普選同盟会 -
  - 同志会戸畑支部 -
  - 長崎有終倶楽部 -
  - 普選促進天草民声会 -
  - 佐世保立憲青年党 -
- 広域
  - 北陸四県青年党連盟 - 1921年（大正10年）11月3日結成。石川・新潟・富山・福井の諸団体。
  - 全国青年同盟 - 1922年（大正11年）2月9日結成。各地9県の青年党代表が東京で設立。（神奈川・新潟・静岡・富山・福島・山形・栃木・鹿児島・愛媛）
  - 九州普選同盟会 -
  - 九州青年党 -
  - 八幡同志会 -
  - 南海草普選同盟会 -
  - 城南普選同盟会 -
  - 青年向上会 -
  - 公正会民声会 -
  - 笹山立憲政治党 -

### 地方政治団体（上記以外）
- 大日本交友会 - 1920年（大正9年）6月20日発会式。栃木県宇都宮市内憲政派所属少壮者
- 横浜普選即行団 - 県議市議中心
- 純正国民党 - 和歌山県選出代議士

### 政党
- 自由党 - 普選を唱える人が数人いた。
- 東洋自由党 - 自由党左派。1893年（明治26年）解党。
- 進歩党・憲政本党-普選同盟会に参加。
- 政友会 - 普選論者はいたが納税資格撤廃を党議にしたのは1924年6月。
- 国家社会党 -
- 日本平民党 -
- 日本社会党 -
- 立憲労働党 -
- 国民党 -
- 憲政会-
- 日本共産党 -
- 政友本党 - 納税資格撤廃に反対

超党派グループ
- 改造同盟 -
- 院内普選実行会 -
- 政界革新普選同盟会 -
- 現状打破同盟 -

### 政党院外団
憲政会
国民党

### マスコミ
- 毎日新聞 - 石川安次郎・木下尚江がいた。
- 労働世界-
- 万朝報 - 普選をたまに主張した。
- 二六新報社-
- 報知新聞 -
- 東洋経済新報社 - 1918年（大正7年）に2ヶ月にわたり「普通選挙を主張す」を連載。第一次護憲運動時も普選を要求。
- 大阪朝日新聞社　-
- 第三帝国 - 1913年（大正2年）10月創刊。大正初期に普選請願運動を行う。読者9000人。

## 関連人物
- 上杉慎吉 - 一君万民論・右翼の立場から普選実施を主張。
- 今井嘉幸 - 1917年普選を公約し当選。